# Westmorland and Furness
Le Westmorland and Furness est une autorité unitaire située en Cumbria, dans le nord de l'Angleterre. Il est créé en 2023 pour remplacer les anciens districts de Barrow-in-Furness, Eden et South Lakeland.

## Histoire
À sa création, en 1974, le comté de Cumbria est divisé en six districts non métropolitains : Allerdale, Barrow-in-Furness, Carlisle, Copeland, Eden et South Lakeland. Chacun de ces districts est gouverné par un conseil de district, tandis que le comté possède son propre conseil (en). Cherchant à simplifier cette situation dans un souci d'économies, le gouvernement britannique demande en 2020 aux autorités locales de s'accorder sur un plan afin de réduire la Cumbria à une ou deux autorités unitaires. Le projet retenu divise le comté en deux : à l'ouest, les anciens districts d'Allerdale, Carlisle et Copeland, et à l'est, ceux de Barrow-in-Furness, Eden et South Lakeland. Le conseil de comté de Cumbria, qui juge que ce découpage est un moyen détourné pour le Parti conservateur de renforcer son assise dans la région, dépose un recours devant la Haute Cour de justice en octobre 2021 qui est rejeté quelques mois plus tard. Les anciens districts sont abolis le 1er avril 2023 en application du Cumbria (Structural Changes) Order 2022 et remplacés par les nouvelles autorités unitaires de Cumberland et Westmorland and Furness.